# Seznam velvyslanců Japonska v Československu a České republice

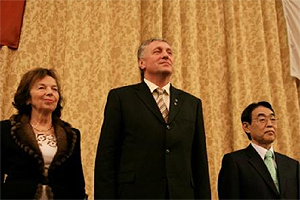
Hideaki Kumazawa, velvyslanec Japonska v České republice, s Livií Klausovou, první dámou České republiky, a Mirkem Topolánkem, předsedou vlády České republiky na recepci konané k příležitosti císařových narozenin 4. prosince 2007.

Seznam velvyslanců Japonska v Československu a České republice začíná Harukazou Nagaokem, který své pověřovací listiny předal československé vládě v roce 1921.
Diplomatické styky mezi československou a japonskou vládou byly navázány v roce 1920 a poté znovu v roce 1957. Zástupci japonské vlády v Československu a České republice byli následující.

## Vládní zmocněnci
| Jméno            | Jmenování          | Poznámky                                                                              |
| ---------------- | ------------------ | ------------------------------------------------------------------------------------- |
| Harukazu Nagaoka | 29. listopadu 1921 |                                                                                       |
| Giro Kikuči      | 28. ledna 1925     | Dne 30. října 1925 podepsal obchodní smlouvu mezi československou a japonskou vládou. |

## Velvyslanci
| Jméno          | Jmenování       | Poznámky |
| -------------- | --------------- | -------- |
| Eíči Kimura    | 30. května 1928 |          |
| Masáki Hotta   | 18. června 1931 |          |
| Kejnosuke Fují | 23. března 1937 |          |

Dne 9. prosince 1941 vyhlásila československá exilová vláda válku Japonskému císařství. Po druhé světové válce byly diplomatické styky 13. února 1957 obnoveny.
| Jméno           | Jmenování          | Poznámky |
| --------------- | ------------------ | --- |
| Širošiči Kimura | 30. října 1957     | |
| Kijiro Mijake   | 19. října 1961     | |
| Taro Tokunaga   | 23. září 1965      | |
| Takeo Ozawa     | 14. května 1968    | |
| Takeši Kanemacu | 5. dubna 1971      | |
| Saburo Kimoto   | 21. listopadu 1972 | |
| Humihiko Suzuki | 20. března 1976    | |
| Ičiro Jošioka   | 9. dubna 1980      | |
| Tadaši Otaka    | 14. března 1983    | |
| Harujuki Mabuči | 7. března 1987     | |
| Čisači Kato     | 17. dubna 1989     | 1. dubna 1991 se název velvyslanectví změnil z „Velvyslanectví Japonska v Československu“ na „Velvyslanectví Japonska v České a Slovenské Republice“                                                        |
| Kuniaki Asomura | 10. října 1991     | Poslední japonský velvyslanec v Československu. Po rozdělení Československa na Českou republiku a Slovensko je velvyslanectví od 1. dubna 1993 označováno jako „Velvyslanectví Japonska v České republice“. |

## Japonští velvyslanci v České republice od roku 1993
| Jméno            | Jmenování         | Poznámky |
| ---------------- | ----------------- | -------- |
| Kuniaki Asomura  | 1. dubna 1993     |          |
| Nobuo Mijamoto   | 4. října 1994     |          |
| Šunji Marujama   | 2. dubna 1997     |          |
| Hiroto Išida     | 27. prosince 1999 |          |
| Kojči Takahaši   | 3. února 2003     |          |
| Hideaki Kumazawa | 21. dubna 2005    |          |
| Čikahito Harada  | 10. října 2008    | [ 4 ]    |
| Tošijo Kunikata  | 26. dubna 2011    |          |
| Tecuo Jamakawa   | 6. září 2013      |          |
| Kaoru Šimazaki   | 23. května 2017   |          |
| Hideo Suzuki     | 26. října 2020    |          |